# Was It Love?
Was It Love? (우리, 사랑했을까?, Uri, saranghaess-eulkkaLR; lett. "Noi, abbiamo amato?") è una serie televisiva sudcoreana trasmessa su JTBC dall'8 luglio al 2 settembre 2020. Internazionalmente è distribuita da Netflix.

## Trama
Noh Ae-jung è una madre single da 14 anni che improvvisamente si ritrova corteggiata da quattro uomini diversi, ciascuno dei quali possiede delle doti che la attraggono: Oh Dae-oh, cattivo ma affascinante; Ryu Jin, patetico ma bello e ricco grazie alla sua carriera di attore; Goo Pa-do, spaventoso e sexy; Oh Yeon-woo, più giovane di lei e civettuolo.

## Personaggi e interpreti
- Noh Ae-jung, interpretata da Song Ji-hyo
- Oh Dae-oh, interpretato da Son Ho-jun
- Ryu Jin, interpretato da Song Jong-ho
- Goo Pa-do, interpretato da Kim Min-jun
- On Yeon-woo, interpretato da Koo Ja-sung
- Joo Ah-rin, interpretata da Kim Da-som